# Huracà Carlotta (2000)
L'huracà Carlotta va ser l'huracà més poderós de la temporada d'huracans del Pacífic del 2000. També va ser la tercera tempesta nomenada, la segona huracà i la primera huracà major de la temporada. Carlotta es va desenvolupar a partir d'una ona tropical el 18 de juny a unes 270 milles (470 km) al sud-est de la costa de Mèxic. Amb condicions favorables per al desenvolupament, es va enfortir fermament al principi, seguit per un període d'intensificació profunda amb vents màxims de 155 mph (250 km/h) el 22 de juny. Les aigües més fredes van causar que Carlotta s'afeblís gradualment, i el 25 de juny va degenerar en una baixa romanent tipus àrea de baixa pressió mentre es trobava a unes 260 milles (420 km) a l'oest-sud-oest de Cap Sant Lucas.
L'huracà va produir fortes pluges i onatges molt forts al llarg de la costa sud-oest de Mèxic, encara que no es va informar de danys greus. Un vaixell de càrrega lituà que va travessar el cim de l'huracà es va perdre després d'experimentar una fallada en el motor; va morir presumptament tot l'equip de 18 persones.

## Història meteorològica

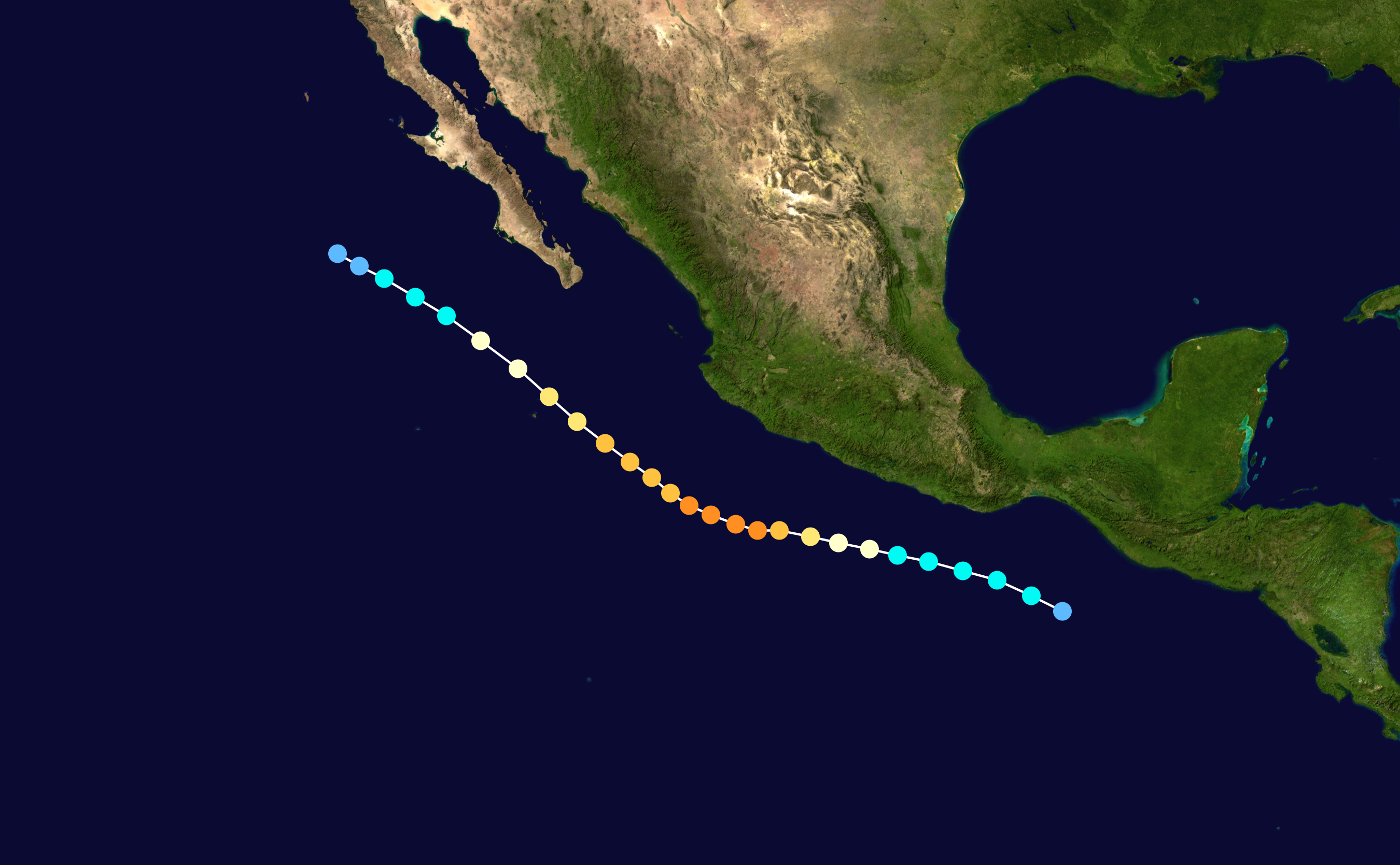
Trajectòria de Carlotta a l'Escala d'huracans de Saffir-Simpson

Una ona tropical es va desplaçar fora de la costa d'Àfrica el 3 de juny. Va anar cap a l'oest a través de l'oceà Atlàntic, i el 15 de juny va creuar Amèrica Central cap a l'oceà Pacífic oriental. El sistema va continuar cap a l'oest i, a última hora del 16 de juny, es va desenvolupar un àrea de baixa pressió a unes 300 milles (480 km) al sud-oest de San José, Costa Rica. Al voltant de les 12.00 UTC del 17 de juny, van començar les classificacions de Dvorak sobre la pertorbació, encara que inicialment la seva convecció estava àmpliament distribuïda i desorganitzada. No obstant això, l'endemà, una àrea de convecció concentrada es va desenvolupar just al sud del Golf de Tehuantepec. Els bucs que estaven al voltant van confirmar el desenvolupament d'una circulació de superfície dins del sistema, mentre que les imatges de satèl·lit van mostrar el desenvolupament d'un revestiment central dens. D'acord amb la seva organització, s'estima que el sistema es va convertir en depressió tropical Tres E el 18 de juny, mentre es trobava a unes 270 milles (470 km) al sud-est de Port Ángel, Oaxaca, a Mèxic.
En un inici, la convecció de la depressió es va desplaçar a l'oest de la circulació a causa del cisallament del vent de l'est, encara que a mesura que avançava cap a l'oest-nord-oest paral·lel a la costa de Mèxic va mantenir i va desenvolupar una convecció profunda a prop i sobre el centre. Amb condicions favorables, el cicló es va enfortir i es va convertir en la tempesta tropical que va portar el nom Carlotta a principis del 19 de juny. Inicialment, la tempesta va mantenir una ruta cap a la costa mexicana, encara que una cresta de nivell mitjà la va desviar cap a l'oest; el seu punt d'aproximació més proper va ser d'aproximadament 140 milles (225 km) a les 12.00 UTC del 19 de juny. A última hora d'aquest dia es va desenvolupar una característica d'ull desigual en les imatges dels satèl·lits, mentre que al mateix temps mantenia una àrea de forta convecció i un flux de sortida ben definit cap al sud. La tempesta va continuar intensificant-se, i a les 06.00 UTC del 20 de juny, Carlotta va aconseguir l'estat d'huracà mentre es trobava a unes 155 milles (250 km) al sud de Acapulco. Operacionalment, s'havia actualitzat a estat d'huracà sis hores abans.
Amb un anticicló gran centrat prop de Mazatlán, Sinaloa, Carlotta va girar més cap a l'oest. La convecció profunda va augmentar en cobertura i intensitat, ja que el sistema va mantenir una abundant sortida de nivell superior sobre el seu semicercle sud. A última hora del 20 de juny, Carlotta va començar un període d'intens aprofundiment, amb aigües càlides i un entorn de nivell superior molt favorable. En un període de dotze hores, la pressió va caure 49 mbar a una pressió central mínima benvolguda de 932 mbar (hPa; 27.52 inHg) a les 06.00 UTC del 21 de juny; al mateix temps, Carlotta va aconseguir vents màxims de 250 km/h (155 mph) mentre es trobava a unes 285 milles (455 km) al sud-oest de Acapulco. Al moment de la seva intensitat màxima, Carlotta va mantenir un ennuvolat dens central definit al voltant d'un ull de 20 milles (36 km) de diàmetre. Les estimacions d'intensitat del satèl·lit van indicar vents de 160 mph (260 km/h), fet que el convertiria en un huracà categoria 5 de l'escala d'huracans de Saffir-Simpson. Tot i això, durant gran part de la seva durada va haver-hi una considerable discrepància entre els vents benvolguts i els vents informats pels caçadors d'huracans.
Carlotta va mantenir vents màxims durant unes dotze hores abans d'afeblir-se a mesura que es corbava en la perifèria de la cresta de nivell mitjà sobre Mèxic. A l'última hora del 21 de juny, l'ull s'havia tornat menys diferent, mentre que l'anell de convecció que ho envoltava es va erosionar i es va escalfar. El 22 de juny va augmentar el cisallament del vent del nord-est i, poc després, la tendència al debilitament es va detenir temporalment amb algunes oscil·lacions en la intensitat convectiva i la definició de l'ull. El debilitament va continuar el 23 de juny ja que l'huracà va rastrejar aigües cada vegada més fredes. Poc després de les 0.00 UTC del 24 de juny, Carlotta es va afeblir a una tempesta tropical a unes 260 milles (420 km) a l'oest-sud-oest de Cap Sant Lucas. La convecció global va continuar disminuint, i el 25 de juny els vents van decréixer a l'estat de depressió tropical. La convecció profunda va deixar d'existir abans de les 6.00 UTC del 25 de juny, i Carlotta va degenerar en un baix romanent tipus àrea de baixa pressió. La circulació de baix nivell de Carlotta va persistir durant diversos dies mentre continuava cap al nord-oest.

## Preparacions

### Impacte
Poc després del seu primer desenvolupament, el govern de Mèxic va emetre un avís de tempesta tropical des de Salina Creu a Acapulco, i després es va estendre a Zihuatanejo. Tot i que el Centre Nacional d'Huracans mai va preveure que tocaria terra, un model de computadora va predir que Carlotta es mouria a terra; a causa d'aquesta amenaça, el govern mexicà també va emetre un avís d'huracà des de Port Ángel a Zihuatanejo. Les bandes de pluja externes i l'onatge van afectar la costa suroccidental de Mèxic durant un període perllongat; els funcionaris van evacuar a unes 100 famílies en àrees potencialment inundades de Acapulco com a mesura de precaució. Es van informar sobre precipitacions i núvols en tots els estats mexicans al llarg de l'Oceà Pacífic, la qual cosa va donar lloc a inundacions en algunes àrees. Cap estació a Mèxic va reportar vents sostinguts de la força duna tempesta tropical; no obstant això, l'Aeroport Internacional Badies de Huatulco a Oaxaca va reportar una ràfega de vent de 44 mph (71 km/h). Les fortes pluges i l'alt onatge també es van reportar a l'Illa Socorro. Set vaixells van informar sobre vents de força de tempesta tropical relacionats amb Carlotta, que havien arribat a un màxim de 46 mph (74 km/h); la pressió més baixa registrada va ser 1008 mbar. En alta mar, les onades van aconseguir 40 peus (12 m) d'altura. El vaixell de càrrega lituà Linkuva, de camí a Long Beach, Califòrnia, es va trobar amb les ones i els forts vents quan l'huracà estava experimentant el seu període de ràpida intensificació. Després d'un error del motor, el vaixell es va perdre a unes 220 milles (355 km) al sud-oest de Acapulco. Una embarcació naval de l'Armada dels Estats Units i l'Armada de Mèxic van buscar el vaixell durant tres dies, tot i que la tripulació es va perdre i es va considerar que estaven tots morts.

## Rècords
Carlotta és també el quart cicló tropical més intens de juny al Pacífic Oriental. Abans d'aquest, l'huracà Ava de la temporada de 1973 i l'huracà Celia de la temporada de 2010 havien estat més forts. Després hi ha hagut l'huracà Cristina de la temporada de 2014.